# 일본의 전화번호 체계
일본의 전화번호 체계는 지역번호, 국번, 가입자번호로 구성된다.

## 특징
일본의 전화번호(니혼덴와반고우)는 국제공중교환전화망에서는 '81'의 국제전화번호를 부가한 11자리 또는 12자리 숫자로 표현된다.
가입 전화, ISDN, 1차 IP 전화 등의 기본 전기 통신 서비스의 지리적 번호는 시외 국번 - 시내 국번 (여기까지 총 5자리) - 가입자 번호 (4자리)로 구성된다. 국내에서의 다이얼의 경우, 국내 접두사로서 머리에 '0'을 부가해, 원칙적으로 10자리수이다.
예: 0AB-CDE-FGHJ
휴대전화나 IP전화 등의 경우는 종류의 식별번호(국내 접두사의 0이 붙은 3자리) - 전화회사별로 할당된 번호 4자리 (계약시)의 것으로, 계약중의 회사와는 일치하지 않는다) - 가입자 번호에 상당하는 것 4자리의 11자리로 표현된다.

## 전화 걸기 국번
- 001, 00xx, 002xx, 0091xx 캐리어 선택 접두사
- 184 발신자 ID를 보류하기 위한 접두사
- 186 발신자 ID009184869를 제공하는 접두사

## 숫자의 종류
- 1xx 특수 번호
- 001 및 00xx 캐리어 선택 코드
- 0x 2자리 지리적 지역 코드
- 0xx 3자리 지역번호
- 0xxx 4자리 지역번호
- 0xxxx 5자리 지역번호
- 0x0 3자리 비지리적 지역 코드(010 제외)
- 0xx0 4자리 비지리적 지역 코드(01x0, 0570, 0800, 0910, 0990)

## 숫자의 길이
- 특수번호는 세 자리 숫자이다.
- 지역 번호는 10자리이다.
- 0x0 지리적이지 않은 숫자의 길이는 10 또는 11자리이다.
- 0xx0 비지리적 숫자의 길이는 10자리이다.

## 같이 보기
- 전화번호 할당 계획